# Mildrey Pineda
Mildrey Pineda, née le 1er octobre 1989 en Colombie, est une footballeuse internationale colombienne qui évolue au poste de milieu de terrain.
Elle participe à la Coupe du monde féminine en 2015 et dispute également les Jeux olympiques d'été de 2016.